# فینگلس
فینگلس (به انگلیسی: Finglas) یک منطقهٔ مسکونی در ایرلند است که در لینستر واقع شده‌است.

## خصوصیات
فینگلس  ۳۱٬۵۲۹ نفر جمعیت دارد.